# Roslyn (Washington)
Roslyn is een plaats (city) in de Amerikaanse staat Washington, en valt bestuurlijk gezien onder Kittitas County.

## Demografie
Bij de volkstelling in 2000 werd het aantal inwoners vastgesteld op 1017.
In 2006 is het aantal inwoners door het United States Census Bureau geschat op 980, een daling van 37 (-3,6%).

## Geografie
Volgens het United States Census Bureau beslaat de plaats een oppervlakte van
12,4 km², geheel bestaande uit land.

## Geboren in Roslyn
- Robert Major Panerio sr. (28 juni 1929) componist, muziekpedagoog, dirigent en trompettist

## Plaatsen in de nabije omgeving
De onderstaande figuur toont nabijgelegen plaatsen in een straal van 32 km rond Roslyn.